# George William Hill
George William Hill (New York, 1838. március 3. – West Nyack, New York, 1914. április 16.) amerikai csillagász, matematikus. A matematikai asztronómia előfutára, az első nagy amerikai matematikusok egyike. Elméleteivel, a periodikus pályák vizsgálatát lehetővé tévő homogén lineáris differenciálegyenletek bevezetésével tudományos alapokra helyezte a Hold-elméletet és az égi mechanikát.

## Élete
New Yorkban született, de nyolcéves korában családja udvarházat vásárolt a közeli West Nyackben, s Hill itt töltötte gyerekkorát. A New Jersey-i Rutgers College-ba iratkozott be, ahol matematikatanára, Theodore Strong révén ismerkedett meg a francia Lagrange és Laplace analitikai és matematikai munkáival. Oklevelét 1859-ben szerezte meg. 1861-ben a massachusettsi Cambridge-be költözött, ahol Simon Newcombhoz csatlakozva a haditengerészet obszervatóriumában, a Nautical Almanac Office-ban kezdett dolgozni. Pár évvel később engedélyt kapott rá, hogy elméleti munkáját West Nyack-i otthonában végezze. Az 1870-es évek végén viszonya az intézet élére kinevezett Newcombbal megromlott, miután Hill háromtest-elmélete nem illeszkedett az új igazgató elgondolásaihoz. 1882-ben Washingtonba költözött. 1894-től két évig az újjáalakult Amerikai Matematikai Társaság (American Mathematical Society) elnöke volt. 1898–1901 között a New York-i Columbia Egyetem professzoraként tevékenykedett. Ezt követően visszavonult, s viszonylagos elszigeteltségben halt meg West Nyack-i otthonában.

## Munkássága
Pályája nagy részében elsősorban a Hold-elmélettel és a háromtest-problémával foglalkozott. Legfontosabb eredménye a Hold mozgására kidolgozott, 1877-ben publikált Hill-féle mozgáselmélet lett, amellyel később magára vonta Henri Poincaré figyelmét és elismerését is. Az általa kidolgozott teóriával a Hold tetszés szerinti múltbeli vagy jövőbeni helyét nagy pontossággal ki lehet számítani. Hill szakított a korábban dívó nézettel, mely szerint a Hold mozgását két másik test, a Nap és a Föld általános perturbációja határozza meg, és megoldása integráns részévé tette az instabil periodikus trajektóriákat. Elméletéhez a következő lineáris differenciálegyenlet periodikus kidolgozásával jutott el:
{\displaystyle {\frac {d^{2}p}{dt^{2}}}+(\Theta _{0}+\Theta _{1}cos2t+\Theta _{2}cos4t+\ldots )p=0}
ahol {\displaystyle \Theta _{n}} tetszőleges valós konstans.
Élete utolsó szakaszában is a bolygómozgások, főként a Jupiter és a Szaturnusz kölcsönös perturbációja foglalkoztatta.